# Латемская школа
Латемская школа (нидерл. Latemse School) — сообщество фламандских художников и скульпторов в Бельгии, живших и работавших в начале XX века в двух поселениях на берегу реки Лис — Деурле и Синт-Мартенс-Латем, южнее Гента.
Образовалась вокруг поселившихся здесь скульптора Жоржа Минне и поэта Карела ван де Вустейне. Большое влияние на её развитие оказал также известный бельгийский художник Эмиль Клаус. Историю Латемской школы принято разделять на 4 поколения (или группы):
- Первое — так называемые мистики. К ним относятся Альберт Сервез, Жорж Минне, Густав ван де Вустейне, Валериус де Саделер и Альбин ван ден Абеле.
- Второе — экспрессионисты. Это Констант Пермеке, Густав де Смет, Леон де Смет и Фриц ван ден Берге. Эта группа оказала особенно сильное воздействие на развитие современной живописи в Бельгии.
- Третья группа включала в себя таких художников, как Альберт Саверис, Йозеф де Куне, Юбер Мальфе, Альберт Клас, Виктор Лорен, Ашиль ван Сассенбрук, Жюль Булез и Морис Шельк. Из них, впрочем, лишь один Мальфе постоянно проживал в Синт-Мартенс-Латеме.
- Четвёртая группа — это живописцы Люк-Петер Кромбе, Фонс Роггеман, Йо ван Россем, Крис Потс, Йеф Воутерс, Леа ван дер Стратен.

Первое «поколение» (после 1900 года) создавало свои картины в символистском стиле. Второе, после 1914 года, отдавало предпочтение экспрессионизму. Художники третьей группы не придерживались никакого общего стиля, в то же время в их живописи весьма ощутимо влияние мастеров из первых двух групп.